# Cocoa Tea
Calvin George Scott, beter bekend als Cocoa Tea (Kingston, 3 september 1959 – Fort Lauderdale (Florida), 11 maart 2025), was een Jamaicaanse muzikant die bekendheid verwierf in de jaren 80.

## Levensloop
Calvin Scott zong als kind in kerkkoren, en nam in 1974, op 15-jarige leeftijd, zijn eerste single Searching in the Hills op. Deze single, uitgebracht onder zijn eigen naam, was geen succes. Hierna werkte Scott nog enige jaren als visser en jockey in paardenraces. In 1983 verhuisde hij naar Kingston om zijn muziekcarrière nieuw leven in te blazen.
In Kingston werkte Cocoa Tea samen met producers als Henry "Junjo" Lawes, Lloyd "King Jammy" James en Bobby "Digital" Dixon. Deze samenwerkingen resulteerden in zijn thuisland Jamaica in hits als Rocking Dolly, Lost my Sonia, Young Lover, en Love Me.
In 1985 bekeerde Cocoa Tea zich tot het rastafari-geloof, wat ook werd gereflecteerd in zijn muziek. Internationaal brak Cocoa Tea door in de jaren 90. Een van zijn bekende nummers is Rikers Island, dat de nummer 1-positie behaalde in de Amerikaanse en Engelse reggae-hitlijsten. Datzelfde jaar werd er een dubversie van gemaakt door Nardo Ranks met de titel Me No Like Rikers Island.
In maart 2008 kwam hij in de spotlights nadat hij een nummer genoemd naar Barack Obama uitbracht ter ondersteuning van diens campagne als presidentskandidaat.
Cocoa Tea overleed op 11 maart 2025 op 65-jarige leeftijd aan een hartstilstand.

## Discografie

### Albums
- 2012.  Inna di red. Roaring Lion Records
- 2008.  Yes We Can. Roaring Lion Records
- 2007.  Biological Warfare. Minor 7 Flat Five
- 2006.  Save Us Oh Jah. V.P. Records.
- 1997.  Holy Mount Zion. Motown.
- 1997.  RAS Portraits. Ras.
- 1996.  Israel's King.  V.P. Records.
- 1992.  Can't Stop Cocoa Tea. V.P. Records.
- 1992.  Kingston Hot. Ras.
- 1991.  Riker's Island V.P. Records.
- 1986.  Showdown Vol 8 (Frankie Paul & Cocoa Tea).Hitbound
- 1985.  Israel Vibration Meets Cocoa Tea
- 1985.  I Lost My Sonia. Volcano
- 1985.  Mr. Coco Tea. Corner Stone
- 1985.  Settle Down. Corner Stone
- 1985.  Sweet Sweet Coco Tea. Blue Mountain
- 1985.  The Marshall. Jammys
- 1985.  Clash (Tenor Saw & Cocoa Tea). Hawkeye
- 1984.  Rocking Dolly. RAS
- 1984.  Weh Dem A Go Do. Volcano
- 1983-2006 Reggae Anthology. 17 North Parade
- 198X.  Corner Stone Presents Clash Of The 80's (Cocoa Tea & Barrington Levy). Corner Stone